# Список олімпійських медалісток з плавання
У цій статті наведено список усіх жінок, що здобули медалі у змаганнях з плавання на Олімпійських іграх.

## Теперішня програма

### 50 метріввільним стилем
| Дисципліни          | Золото                    | Срібло                      | Бронза                      |
| ------------------- | ------------------------- | --------------------------- | --------------------------- |
| Сеул 1988           | Крістін Отто (GDR)        | Ян Веньї (CHN)              | Катрін Майснер (GDR)        |
| Сеул 1988           | Крістін Отто (GDR)        | Ян Веньї (CHN)              | Джилл Стеркел (USA)         |
| Барселона 1992      | Ян Веньї (CHN)            | Чжуан Юн (CHN)              | Анджел Мартіно (USA)        |
| Атланта 1996        | Емі Ван Дікен (USA)       | Ле Цзін'ї (CHN)             | Зандра Фелкер (GER)         |
| Сідней 2000         | Інге де Бройн (NED)       | Тереза Альсгаммар (SWE)     | Дара Торрес (USA)           |
| Афіни 2004          | Інге де Бройн (NED)       | Малія Метелла (FRA)         | Ліббі Тріккетт (AUS)        |
| Пекін 2008          | Брітта Штеффен (GER)      | Дара Торрес (USA)           | Кейт Кемпбелл (AUS)         |
| 2012 Лондон         | Раномі Кромовідьойо (NED) | Олександра Герасименя (BLR) | Марлен Велдгойс (NED)       |
| Ріо-де-Жанейро 2016 | Пернілле Блуме (DEN)      | Сімоне Мануель (USA)        | Олександра Герасименя (BLR) |
| Токіо 2020          | Емма Маккеон (AUS)        | Сара Шестрем (SWE)          | Пернілле Блуме (DEN)        |

### 100 метрів вільним стилем
| Дисципліни          | Золото                    | Срібло                      | Бронза                          |
| ------------------- | ------------------------- | --------------------------- | ------------------------------- |
| Стокгольм 1912      | Фанні Дюрек (ANZ)         | Вільгельміна Вайлі (ANZ)    | Дженні Флетчер (GBR)            |
| Антверпен 1920      | Етелда Блейбтрей (USA)    | Ірен Ґест (USA)             | Френсіс Шрот (USA)              |
| Париж 1924          | Етел Лекі (USA)           | Меріечен Веселау (USA)      | Ґертруда Едерле (USA)           |
| Амстердам 1928      | Альбіна Осипович (USA)    | Еленор Севілл (USA)         | Джойсі Купер (GBR)              |
| Лос-Анджелес 1932   | Гелен Медісон (USA)       | Віллі ден Ауден (NED)       | Еленор Севілл (USA)             |
| 1936 Berlin         | Рі Мастенбрук (NED)       | Жаннетт Кемпбелл (ARG)      | Ґізела Арендт (GER)             |
| Лондон 1948         | Ґрета Андерсен (DEN)      | Енн Кертіс (USA)            | Марі-Луїзе Лінссен-Вассен (NED) |
| Гельсінкі 1952      | Каталін Секе (HUN)        | Ганні Термелен (NED)        | Юдіт Темеш (HUN)                |
| Мельбурн 1956       | Дон Фрейзер (AUS)         | Лоррейн Крепп (AUS)         | Фейт Ліч (AUS)                  |
| Рим 1960            | Дон Фрейзер (AUS)         | Кріс фон Зальца (USA)       | Наталі Стюард (GBR)             |
| Токіо 1964          | Дон Фрейзер (AUS)         | Шерон Стаудер (USA)         | Кеті Елліс (USA)                |
| Мехіко 1968         | Джан Генне (USA)          | Сьюзен Педерсен (USA)       | Лінда Ґуставсон (USA)           |
| Мюнхен 1972         | Сенді Нілсон (USA)        | Ширлі Бабашофф (USA)        | Шейн Ґоулд (AUS)                |
| Монреаль 1976       | Корнелія Ендер (GDR)      | Петра Прімер (GDR)          | Еніт Бріґіта (NED)              |
| Москва 1980         | Барбара Краузе (GDR)      | Карен Мещук (GDR)           | Інес Дірс (GDR)                 |
| Лос-Анджелес 1984   | Ненсі Гоґсгед (USA)       | не вручали                  | Аннемарі Верстаппен (NED)       |
| Лос-Анджелес 1984   | Керрі Штайнзайфер (USA)   | не вручали                  | Аннемарі Верстаппен (NED)       |
| Сеул 1988           | Крістін Отто (GDR)        | Чжуан Юн (CHN)              | Катрін Плевінскі (FRA)          |
| Барселона 1992      | Чжуан Юн (CHN)            | Дженні Томпсон (USA)        | Францишка ван Альмсік (GER)     |
| Атланта 1996        | Ле Цзін'ї (CHN)           | Зандра Фелкер (GER)         | Анджел Мартіно (USA)            |
| Сідней 2000         | Інге де Бройн (NED)       | Тереза Альсгаммар (SWE)     | Дженні Томпсон (USA)            |
| Сідней 2000         | Інге де Бройн (NED)       | Тереза Альсгаммар (SWE)     | Дара Торрес (USA)               |
| Афіни 2004          | Джоді Генрі (AUS)         | Інге де Бройн (NED)         | Наталі Коглін (USA)             |
| Пекін 2008          | Брітта Штеффен (GER)      | Ліббі Тріккетт (AUS)        | Наталі Коглін (USA)             |
| 2012 Лондон         | Раномі Кромовідьойо (NED) | Олександра Герасименя (BLR) | Тан І (CHN)                     |
| Ріо-де-Жанейро 2016 | Сімоне Мануель (USA)      | не вручали                  | Сара Шестрем (SWE)              |
| Ріо-де-Жанейро 2016 | Пенні Олексяк (CAN)       | не вручали                  | Сара Шестрем (SWE)              |
| Токіо 2020          | Емма Маккеон (AUS)        | Шівон Хогі (HKG)            | Кейт Кемпбелл (AUS)             |

### 200 метрів вільним стилем
| Дисципліни          | Золото                    | Срібло                      | Бронза                    |
| ------------------- | ------------------------- | --------------------------- | ------------------------- |
| Мехіко 1968         | Деббі Меєр (USA)          | Джан Генне (USA)            | Джейн Баркмен (USA)       |
| Мюнхен 1972         | Шейн Ґоулд (AUS)          | Ширлі Бабашофф (USA)        | Кіна Ротгаммер (USA)      |
| Монреаль 1976       | Корнелія Ендер (GDR)      | Ширлі Бабашофф (USA)        | Еніт Бріґіта (NED)        |
| Москва 1980         | Барбара Краузе (GDR)      | Інес Дірс (GDR)             | Кармела Шмідт (GDR)       |
| Лос-Анджелес 1984   | Мері Вейт (USA)           | Сінтія Вудгед (USA)         | Аннемарі Верстаппен (NED) |
| Сеул 1988           | Гайке Фрідріх (GDR)       | Сільвія Полл (CRC)          | Мануела Штельмах (GDR)    |
| Барселона 1992      | Нікол Гейслетт (USA)      | Францишка ван Альмсік (GER) | Керстін Кільґас (GER)     |
| Атланта 1996        | Клаудія Полл (CRC)        | Францишка ван Альмсік (GER) | Даґмар Газе (GER)         |
| Сідней 2000         | Сьюзі О'Нілл (AUS)        | Мартіна Моравцова (SVK)     | Клаудія Полл (CRC)        |
| Афіни 2004          | Камелія Аліна Потек (ROU) | Федеріка Пеллегріні (ITA)   | Соленн Фіге (FRA)         |
| Пекін 2008          | Федеріка Пеллегріні (ITA) | Сара Ісакович (SLO)         | Пан Цзяїн (CHN)           |
| 2012 Лондон         | Еллісон Шмітт (USA)       | Камій Мюффа (FRA)           | Бронті Берретт (AUS)      |
| Ріо-де-Жанейро 2016 | Кейті Ледекі (USA)        | Сара Шестрем (SWE)          | Емма Маккеон (AUS)        |
| Токіо 2020          | Аріарн Тітмус (AUS)       | Шівон Хогі (HKG)            | Пенні Олексяк (CAN)       |

### 400 метрів вільним стилем
| Дисципліни          | Золото                  | Срібло                   | Бронза                  |
| ------------------- | ----------------------- | ------------------------ | ----------------------- |
| Париж 1924          | Марта Нореліус (USA)    | Гелен Вейнрайт (USA)     | Ґертруда Едерле (USA)   |
| Амстердам 1928      | Марта Нореліус (USA)    | Марі Браун (NED)         | Джосефін Маккім (USA)   |
| Лос-Анджелес 1932   | Гелен Медісон (USA)     | Ленор Вінґард (USA)      | Дженні Маакал (RSA)     |
| 1936 Berlin         | Рі Мастенбрук (NED)     | Раґнгільд Гвеґер (DEN)   | Ленор Вінґард (USA)     |
| Лондон 1948         | Енн Кертіс (USA)        | Карен Гаруп (DEN)        | Кетрін Ґібсон (GBR)     |
| Гельсінкі 1952      | Валерія Дьєнге (HUN)    | Ева Новак-Герард (HUN)   | Івлін Кавамото (USA)    |
| Мельбурн 1956       | Лоррейн Крепп (AUS)     | Дон Фрейзер (AUS)        | Сильвія Рууска (USA)    |
| Рим 1960            | Кріс фон Зальца (USA)   | Яне Седерквіст (SWE)     | Тінеке Лаґерберґ (NED)  |
| Токіо 1964          | Джинні Дункел (USA)     | Мерілін Раменофскі (USA) | Террі Стіклс (USA)      |
| Мехіко 1968         | Деббі Меєр (USA)        | Лінда Ґуставсон (USA)    | Керен Морас (AUS)       |
| Мюнхен 1972         | Шейн Ґоулд (AUS)        | Новелла Каллігаріс (ITA) | Ґудрун Веґнер (GDR)     |
| Монреаль 1976       | Петра Тюмер (GDR)       | Ширлі Бабашофф (USA)     | Shannon Smith (CAN)     |
| Москва 1980         | Інес Дірс (GDR)         | Петра Шнайдер (GDR)      | Кармела Шмідт (GDR)     |
| Лос-Анджелес 1984   | Тіффані Коен (USA)      | Сара Гардкасл (GBR)      | Джун Крофт (GBR)        |
| Сеул 1988           | Дженет Еванс (USA)      | Гайке Фрідріх (GDR)      | Анке Мерінґ (GDR)       |
| Барселона 1992      | Даґмар Газе (GER)       | Дженет Еванс (USA)       | Гейлі Льюїс (AUS)       |
| Атланта 1996        | Мішель Сміт (IRL)       | Даґмар Газе (GER)        | Кірстен Влігейс (NED)   |
| Сідней 2000         | Брук Беннетт (USA)      | Даяна Мунц (USA)         | Клаудія Полл (CRC)      |
| Афіни 2004          | Лор Маноду (FRA)        | Отилія Єнджейчак (POL)   | Кейтлін Сандено (USA)   |
| Пекін 2008          | Ребекка Едлінгтон (GBR) | Кейті Гофф (USA)         | Джоенн Джексон (GBR)    |
| 2012 Лондон         | Камій Мюффа (FRA)       | Еллісон Шмітт (USA)      | Ребекка Едлінгтон (GBR) |
| Ріо-де-Жанейро 2016 | Кейті Ледекі (USA)      | Язмін Карлін (GBR)       | Леа Сміт (USA)          |
| Токіо 2020          | Аріарн Тітмус (AUS)     | Кейті Ледекі (USA)       | Лі Бінцзє (CHN)         |

### 800 метрів вільним стилем
| Дисципліни          | Золото                  | Срібло                   | Бронза                     |
| ------------------- | ----------------------- | ------------------------ | -------------------------- |
| Мехіко 1968         | Деббі Меєр (USA)        | Пем Крюз (USA)           | Марія Тереса Рамірес (MEX) |
| Мюнхен 1972         | Кіна Ротгаммер (USA)    | Шейн Ґоулд (AUS)         | Новелла Каллігаріс (ITA)   |
| Монреаль 1976       | Петра Тюмер (GDR)       | Ширлі Бабашофф (USA)     | Венді Вайнберґ (USA)       |
| Москва 1980         | Мішель Форд (AUS)       | Інес Дірс (GDR)          | Гайке Дене (GDR)           |
| Лос-Анджелес 1984   | Тіффані Коен (USA)      | Michele Richardson (USA) | Сара Гардкасл (GBR)        |
| Сеул 1988           | Дженет Еванс (USA)      | Астрід Штраус (GDR)      | Julie McDonald (AUS)       |
| Барселона 1992      | Дженет Еванс (USA)      | Гейлі Льюїс (AUS)        | Яна Генке (GER)            |
| Атланта 1996        | Брук Беннетт (USA)      | Даґмар Газе (GER)        | Кірстен Влігейс (NED)      |
| Сідней 2000         | Брук Беннетт (USA)      | Яна Клочкова (UKR)       | Кейтлін Сандено (USA)      |
| Афіни 2004          | Сібата Ай (JPN)         | Лор Маноду (FRA)         | Даяна Мунц (USA)           |
| Пекін 2008          | Ребекка Едлінгтон (GBR) | Алессія Філіппі (ITA)    | Лотте Фрійс (DEN)          |
| 2012 Лондон         | Кейті Ледекі (USA)      | Мірея Бельмонте (ESP)    | Ребекка Едлінгтон (GBR)    |
| Ріо-де-Жанейро 2016 | Кейті Ледекі (USA)      | Язмін Карлін (GBR)       | Богларка Капаш (HUN)       |
| Токіо 2020          | Кейті Ледекі (USA)      | Аріарн Тітмус (AUS)      | Сімона Квадарелла (ITA)    |

### 1500 метрів вільним стилем
| Дисципліни | Золото             | Срібло               | Бронза           |
| ---------- | ------------------ | -------------------- | ---------------- |
| Токіо 2020 | Кейті Ледекі (USA) | Еріка Салліван (USA) | Сара Келер (GER) |

### 100 метрівна спині
| Дисципліни          | Золото                  | Срібло                  | Бронза                 |
| ------------------- | ----------------------- | ----------------------- | ---------------------- |
| Париж 1924          | Сібіл Бауер (USA)       | Філліс Гардінґ (GBR)    | Ейлін Ріґґін (USA)     |
| Амстердам 1928      | Марі Браун (NED)        | Еллен Кінґ (GBR)        | Джойсі Купер (GBR)     |
| Лос-Анджелес 1932   | Еленор Голм (USA)       | Бонні Мілінґ (AUS)      | Валері Девіс (GBR)     |
| 1936 Berlin         | Ніда Сенфф (NED)        | Рі Мастенбрук (NED)     | Еліс Бріджес (USA)     |
| Лондон 1948         | Карен Гаруп (DEN)       | Сьюзанн Циммерман (USA) | Джуді-Джой Девіс (AUS) |
| Гельсінкі 1952      | Джоан Гаррісон (RSA)    | Гертьє Вілема (NED)     | Джин Стюарт (NZL)      |
| Мельбурн 1956       | Джуді Ґрінем (GBR)      | Керін Коун (USA)        | Марґарет Едвардс (GBR) |
| Рим 1960            | Лінн Берк (USA)         | Наталі Стюард (GBR)     | Сатоко Танака (JPN)    |
| Токіо 1964          | Кеті Ферґюсон (USA)     | Кікі Карон (FRA)        | Джинні Дункел (USA)    |
| Мехіко 1968         | Кей Голл (USA)          | Елен Таннер (CAN)       | Джейн Сваджерті (USA)  |
| Мюнхен 1972         | Мелісса Белоут (USA)    | Андреа Дьярматі (HUN)   | Сьюзі Етвуд (USA)      |
| Монреаль 1976       | Ульріке Ріхтер (GDR)    | Бірґіт Трайбер (GDR)    | Ненсі Ґарапік (CAN)    |
| Москва 1980         | Ріка Райніш (GDR)       | Іна Клебер (GDR)        | Петра Рідель (GDR)     |
| Лос-Анджелес 1984   | Теріса Ендрюс (USA)     | Бетсі Мітчелл (USA)     | Йоланда де Ровер (NED) |
| Сеул 1988           | Крістін Отто (GDR)      | Крістіна Егерсегі (HUN) | Корнелія Зірх (GDR)    |
| Барселона 1992      | Крістіна Егерсегі (HUN) | Тюнде Сабо (HUN)        | Лія Лавлесс (USA)      |
| Атланта 1996        | Бет Ботсфорд (USA)      | Вітні Геджпет (USA)     | Маріанне Кріл (RSA)    |
| Сідней 2000         | Дьяна Мокану (ROU)      | Маі Накамура (JPN)      | Ніна Живаневська (ESP) |
| Афіни 2004          | Наталі Коглін (USA)     | Керсті Ковентрі (ZIM)   | Лор Маноду (FRA)       |
| Пекін 2008          | Наталі Коглін (USA)     | Керсті Ковентрі (ZIM)   | Маргарет Гользер (USA) |
| 2012 Лондон         | Міссі Франклін (USA)    | Емілі Сібом (AUS)       | Теракава Ая (JPN)      |
| Ріо-де-Жанейро 2016 | Катінка Хоссу (HUN)     | Кетлін Бейкер (USA)     | Фу Юаньхуей (CHN)      |
| Ріо-де-Жанейро 2016 | Катінка Хоссу (HUN)     | Кетлін Бейкер (USA)     | Кайлі Масс (CAN)       |
| Токіо 2020          | Кейлі Маккіон (AUS)     | Кайлі Масс (CAN)        | Реган Сміт (USA)       |

### 200 метрів на спині
| Дисципліни          | Золото                  | Срібло                    | Бронза                |
| ------------------- | ----------------------- | ------------------------- | --------------------- |
| Мехіко 1968         | Лілліан Вотсон (USA)    | Елен Таннер (CAN)         | Кей Голл (USA)        |
| Мюнхен 1972         | Мелісса Белоут (USA)    | Сьюзі Етвуд (USA)         | Донна Ґерр (CAN)      |
| Монреаль 1976       | Ульріке Ріхтер (GDR)    | Бірґіт Трайбер (GDR)      | Ненсі Ґарапік (CAN)   |
| Москва 1980         | Ріка Райніш (GDR)       | Корнелія Політ (GDR)      | Бірґіт Трайбер (GDR)  |
| Лос-Анджелес 1984   | Йоланда де Ровер (NED)  | Емі Вайт (USA)            | Анка Петрешкою (ROU)  |
| Сеул 1988           | Крістіна Егерсегі (HUN) | Катрін Ціммерманн (GDR)   | Корнелія Зірх (GDR)   |
| Барселона 1992      | Крістіна Егерсегі (HUN) | Даґмар Газе (GER)         | Нікол Стівенсон (AUS) |
| Атланта 1996        | Крістіна Егерсегі (HUN) | Вітні Геджпет (USA)       | Кетлін Рунд (GER)     |
| Сідней 2000         | Дьяна Мокану (ROU)      | Роксана Меречиняну (FRA)  | Накао Мікі (JPN)      |
| Афіни 2004          | Керсті Ковентрі (ZIM)   | Станіслава Комарова (RUS) | Антьє Бушшульте (GER) |
| Афіни 2004          | Керсті Ковентрі (ZIM)   | Станіслава Комарова (RUS) | Накамура Рейко (JPN)  |
| Пекін 2008          | Керсті Ковентрі (ZIM)   | Маргарет Гользер (USA)    | Накамура Рейко (JPN)  |
| 2012 Лондон         | Міссі Франклін (USA)    | Анастасія Зуєва (RUS)     | Елізабет Бейсел (USA) |
| Ріо-де-Жанейро 2016 | Майя Дірадо (USA)       | Катінка Хоссу (HUN)       | Гіларі Колдвелл (CAN) |
| Токіо 2020          | Кейлі Маккіон (AUS)     | Кайлі Масс (CAN)          | Емілі Сібом (AUS)     |

### 100 метрівбрасом
| Дисципліни          | Золото                   | Срібло                      | Бронза                 |
| ------------------- | ------------------------ | --------------------------- | ---------------------- |
| Мехіко 1968         | Джурджиця Б'єдов (YUG)   | Галина Прозуменщикова (URS) | Шерон Вічмен (USA)     |
| Мюнхен 1972         | Кеті Карр (USA)          | Галина Прозуменщикова (URS) | Беверлі Вітфілд (AUS)  |
| Монреаль 1976       | Ганнелоре Анке (GDR)     | Любов Русанова (URS)        | Марина Кошевая (URS)   |
| Москва 1980         | Уте Ґевеніґер (GDR)      | Ельвіра Василькова (URS)    | Сюзанне Нільссон (DEN) |
| Лос-Анджелес 1984   | Петра ван Ставерен (NED) | Енн Оттенбрайт (CAN)        | Катерін Пуаро (FRA)    |
| Сеул 1988           | Таня Дангалакова (BUL)   | Антоанета Френкева (BUL)    | Зільке Гернер (GDR)    |
| Барселона 1992      | Олена Рудковська (EUN)   | Аніта Нолл (USA)            | Саманта Райлі (AUS)    |
| Атланта 1996        | Пенні Гейнс (RSA)        | Аманда Бірд (USA)           | Саманта Райлі (AUS)    |
| Сідней 2000         | Меґан Кванн (USA)        | Лісель Джонс (AUS)          | Пенні Гейнс (RSA)      |
| Афіни 2004          | Ло Сюецзюань (CHN)       | Брук Генсон (AUS)           | Лісель Джонс (AUS)     |
| Пекін 2008          | Лісель Джонс (AUS)       | Ребекка Соні (USA)          | Мірна Юкич (AUT)       |
| 2012 Лондон         | Рута Мейлутіте (LTU)     | Ребекка Соні (USA)          | Судзукі Сатомі (JPN)   |
| Ріо-де-Жанейро 2016 | Ліллі Кінг (USA)         | Юлія Єфімова (RUS)          | Кеті Мейлі (USA)       |
| Токіо 2020          | Лідія Джейкобі (USA)     | Татьяна Шенмейкер (RSA)     | Ліллі Кінг (USA)       |

### 200 метрів брасом
| Дисципліни          | Золото                      | Срібло                    | Бронза                      |
| ------------------- | --------------------------- | ------------------------- | --------------------------- |
| Париж 1924          | Люсі Мортон (GBR)           | Аґнес Джереті (USA)       | Ґледіс Карсон (GBR)         |
| Амстердам 1928      | Гільде Шрадер (GER)         | Мітьє Барон (NED)         | Шарлотт Мюге (GER)          |
| Лос-Анджелес 1932   | Клер Денніс (AUS)           | Хідеко Маехата (JPN)      | Ельсе Якобсен (DEN)         |
| 1936 Berlin         | Хідеко Маехата (JPN)        | Марта Ґененґер (GER)      | Інґе Серенсен (DEN)         |
| Лондон 1948         | Нел ван Влієт (NED)         | Ненсі Лайонс (AUS)        | Ева Новак (HUN)             |
| Гельсінкі 1952      | Ева Секей (HUN)             | Ева Новак-Герард (HUN)    | Еленор Ґордон (GBR)         |
| Мельбурн 1956       | Урсула Гаппе (EUA)          | Ева Секей (HUN)           | Ева-Марія Ельсен (EUA)      |
| Рим 1960            | Аніта Лонсбро (GBR)         | Вільтруд Урзельманн (EUA) | Барбара Ґебель (EUA)        |
| Токіо 1964          | Галина Прозуменщикова (URS) | Клаудія Колб (USA)        | Світлана Бабаніна (URS)     |
| Мехіко 1968         | Шерон Вічмен (USA)          | Джурджиця Б'єдов (YUG)    | Галина Прозуменщикова (URS) |
| Мюнхен 1972         | Беверлі Вітфілд (AUS)       | Дейна Шоенфілд (USA)      | Галина Прозуменщикова (URS) |
| Монреаль 1976       | Марина Кошевая (URS)        | Марина Юрченя (URS)       | Любов Русанова (URS)        |
| Москва 1980         | Ліна Качюшите (URS)         | Світлана Варганова (URS)  | Юлія Богданова (URS)        |
| Лос-Анджелес 1984   | Енн Оттенбрайт (CAN)        | Сьюзен Рапп (USA)         | Інґрід Лемперер (BEL)       |
| Сеул 1988           | Зільке Гернер (GDR)         | Хуан Сяомінь (CHN)        | Антоанета Френкева (BUL)    |
| Барселона 1992      | Івасакі Кьоко (JPN)         | Лінь Лі (CHN)             | Аніта Нолл (USA)            |
| Атланта 1996        | Пенні Гейнс (RSA)           | Аманда Бірд (USA)         | Агнеш Ковач (HUN)           |
| Сідней 2000         | Агнеш Ковач (HUN)           | Крісті Ковал (USA)        | Аманда Бірд (USA)           |
| Афіни 2004          | Аманда Бірд (USA)           | Лісель Джонс (AUS)        | Анне Полеска (GER)          |
| Пекін 2008          | Ребекка Соні (USA)          | Лісель Джонс (AUS)        | Сара Норденстам (NOR)       |
| 2012 Лондон         | Ребекка Соні (USA)          | Судзукі Сатомі (JPN)      | Юлія Єфімова (RUS)          |
| Ріо-де-Жанейро 2016 | Кането Ріе (JPN)            | Юлія Єфімова (RUS)        | Ши Цзінлінь (CHN)           |
| Токіо 2020          | Татьяна Шенмейкер (RSA)     | Ліллі Кінг (USA)          | Енні Лейзор (USA)           |

### 100 метрівбатерфляєм
| Дисципліни          | Золото                | Срібло                    | Бронза                 |
| ------------------- | --------------------- | ------------------------- | ---------------------- |
| Мельбурн 1956       | Шеллі Манн (USA)      | Ненсі Ремі (USA)          | Мері Сіерс (USA)       |
| Рим 1960            | Керолін Шулер (USA)   | Маріанне Гемскерк (NED)   | Джен Ендрю (AUS)       |
| Токіо 1964          | Шерон Стаудер (USA)   | Ада Кок (NED)             | Кеті Елліс (USA)       |
| Мехіко 1968         | Лін Макклементс (AUS) | Еллі Денієл (USA)         | Сьюзен Шілдс (USA)     |
| Мюнхен 1972         | Аокі Маюмі (JPN)      | Росвіта Баєр (GDR)        | Андреа Дьярматі (HUN)  |
| Монреаль 1976       | Корнелія Ендер (GDR)  | Андрея Поллак (GDR)       | Венді Боґліолі (USA)   |
| Москва 1980         | Карен Мещук (GDR)     | Андрея Поллак (GDR)       | Крістіане Кнаке (GDR)  |
| Лос-Анджелес 1984   | Мері Т. Мігер (USA)   | Дженна Джонсон (USA)      | Карін Зайк (FRG)       |
| Сеул 1988           | Крістін Отто (GDR)    | Бірте Вайґанґ (GDR)       | Цянь Хун (CHN)         |
| Барселона 1992      | Цянь Хун (CHN)        | Кріссі Аменн-Лейтон (USA) | Катрін Плевінскі (FRA) |
| Атланта 1996        | Емі Ван Дікен (USA)   | Лю Лімінь (CHN)           | Анджел Мартіно (USA)   |
| Сідней 2000         | Інге де Бройн (NED)   | Мартіна Моравцова (SVK)   | Дара Торрес (USA)      |
| Афіни 2004          | Петрія Томас (AUS)    | Отилія Єнджейчак (POL)    | Інге де Бройн (NED)    |
| Пекін 2008          | Ліббі Тріккетт (AUS)  | Крістін Меґнусон (USA)    | Джесс Скіппер (AUS)    |
| 2012 Лондон         | Дана Воллмер (USA)    | Лу Ін (CHN)               | Алісія Кауттс (AUS)    |
| Ріо-де-Жанейро 2016 | Сара Шестрем (SWE)    | Пенні Олексяк (CAN)       | Дана Воллмер (USA)     |
| Токіо 2020          | Меґґі Мак-Ніл (CAN)   | Чжан Юйфей (CHN)          | Емма Маккеон (AUS)     |

### 200 метрів батерфляєм
| Дисципліни          | Золото                       | Срібло                       | Бронза                |
| ------------------- | ---------------------------- | ---------------------------- | --------------------- |
| Мехіко 1968         | Ада Кок (NED)                | Гельґа Лінднер (GDR)         | Еллі Денієл (USA)     |
| Мюнхен 1972         | Керен Мое (USA)              | Лінн Колелла (USA)           | Еллі Денієл (USA)     |
| Монреаль 1976       | Андрея Поллак (GDR)          | Ульріке Таубер (GDR)         | Роземаріе Котер (GDR) |
| Москва 1980         | Інес Ґайслер (GDR)           | Сибілле Шенрок (GDR)         | Мішель Форд (AUS)     |
| Лос-Анджелес 1984   | Мері Т. Мігер (USA)          | Керен Філліпс (AUS)          | Іна Баєрманн (FRG)    |
| Сеул 1988           | Катлін Норд (GDR)            | Бірте Вайґанґ (GDR)          | Мері Т. Мігер (USA)   |
| Барселона 1992      | Саммер Сендерс (USA)         | Ван Сяохун (CHN)             | Сьюзі О'Нілл (AUS)    |
| Атланта 1996        | Сьюзі О'Нілл (AUS)           | Петрія Томас (AUS)           | Мішель Сміт (IRL)     |
| Сідней 2000         | Місті Гаймен (USA)           | Сьюзі О'Нілл (AUS)           | Петрія Томас (AUS)    |
| Афіни 2004          | Отилія Єнджейчак (POL)       | Петрія Томас (AUS)           | Наканісі Юко (JPN)    |
| Пекін 2008          | Лю Цзиге (CHN)               | Цзяо Люян (CHN)              | Джесс Скіппер (AUS)   |
| 2012 Лондон         | Цзяо Люян (CHN)              | Мірея Бельмонте Гарсія (ESP) | Хосі Нацумі (JPN)     |
| Ріо-де-Жанейро 2016 | Мірея Бельмонте Гарсія (ESP) | Меделін Гровз (AUS)          | Хосі Нацумі (JPN)     |
| Токіо 2020          | Чжан Юйфей (CHN)             | Реган Сміт (USA)             | Галі Флікінджер (USA) |

### 200 метрівкомплексом
| Дисципліни          | Золото                                         | Срібло                                         | Бронза                                         |
| ------------------- | ---------------------------------------------- | ---------------------------------------------- | ---------------------------------------------- |
| Мехіко 1968         | Клаудія Колб (USA)                             | Сьюзен Педерсен (USA)                          | Джан Генне (USA)                               |
| Мюнхен 1972         | Шейн Ґоулд (AUS)                               | Корнелія Ендер (GDR)                           | Лінн Відалі (USA)                              |
| 1976–1980           | дисципліна не входила до олімпійської програми | дисципліна не входила до олімпійської програми | дисципліна не входила до олімпійської програми |
| Лос-Анджелес 1984   | Трейсі Колкінс (USA)                           | Ненсі Гоґсгед-Макар (USA)                      | Мішель Пірсон (AUS)                            |
| Сеул 1988           | Даніела Гунґер (GDR)                           | Дендеберова Олена Юріївна (URS)                | Ноемі Лунг (ROU)                               |
| Барселона 1992      | Лінь Лі (CHN)                                  | Саммер Сендерс (USA)                           | Даніела Гунґер (GER)                           |
| Атланта 1996        | Мішель Сміт (IRL)                              | Маріенн Лімперт (CAN)                          | Лінь Лі (CHN)                                  |
| Сідней 2000         | Яна Клочкова (UKR)                             | Beatrice Câşlaru (ROU)                         | Крістіна Тойшер (USA)                          |
| Афіни 2004          | Яна Клочкова (UKR)                             | Аманда Бірд (USA)                              | Керсті Ковентрі (ZIM)                          |
| Пекін 2008          | Стефані Райс (AUS)                             | Керсті Ковентрі (ZIM)                          | Наталі Коглін (USA)                            |
| 2012 Лондон         | Є Шивень (CHN)                                 | Алісія Кауттс (AUS)                            | Кейтлін Леверенз (USA)                         |
| Ріо-де-Жанейро 2016 | Катінка Хоссу (HUN)                            | Шівон-Марі О'Коннор (GBR)                      | Майя Дірадо (USA)                              |
| Токіо 2020          | Охасі Юї (JPN)                                 | Александра Волш (USA)                          | Кейт Дуглас (USA)                              |

### 400 метрів комплексом
| Дисципліни          | Золото                  | Срібло                | Бронза                       |
| ------------------- | ----------------------- | --------------------- | ---------------------------- |
| Токіо 1964          | Донна де Варона (USA)   | Шерон Фіннеран (USA)  | Марта Рендолл (USA)          |
| Мехіко 1968         | Клаудія Колб (USA)      | Лінн Відалі (USA)     | Забіне Штайнбах (GDR)        |
| Мюнхен 1972         | Ґейл Нілл (AUS)         | Leslie Cliff (CAN)    | Новелла Каллігаріс (ITA)     |
| Монреаль 1976       | Ульріке Таубер (GDR)    | Шеріл Ґібсон (CAN)    | Бекі Сміт (CAN)              |
| Москва 1980         | Петра Шнайдер (GDR)     | Шеррон Девіс (GBR)    | Агнешка Чопек (POL)          |
| Лос-Анджелес 1984   | Трейсі Колкінс (USA)    | Сюзанн Ленделіс (AUS) | Петра Ціндлер (FRG)          |
| Сеул 1988           | Дженет Еванс (USA)      | Ноемі Лунг (ROU)      | Даніела Гунґер (GDR)         |
| Барселона 1992      | Крістіна Егерсегі (HUN) | Лінь Лі (CHN)         | Саммер Сендерс (USA)         |
| Атланта 1996        | Мішель Сміт (IRL)       | Еллісон Ваґнер (USA)  | Крістіна Егерсегі (HUN)      |
| Сідней 2000         | Яна Клочкова (UKR)      | Тадзіма Ясуко (JPN)   | Beatrice Câşlaru (ROU)       |
| Афіни 2004          | Яна Клочкова (UKR)      | Кейтлін Сандено (USA) | Джорджина Бардач (ARG)       |
| Пекін 2008          | Стефані Райс (AUS)      | Керсті Ковентрі (ZIM) | Кейті Гофф (USA)             |
| 2012 Лондон         | Є Шивень (CHN)          | Елізабет Бейсел (USA) | Лі Сюаньсюй (CHN)            |
| Ріо-де-Жанейро 2016 | Катінка Хоссу (HUN)     | Майя Дірадо (USA)     | Мірея Бельмонте Гарсія (ESP) |
| Токіо 2020          | Охасі Юї (JPN)          | Емма Веянт (USA)      | Галі Флікінджер (USA)        |

### Естафета 4×100 метрів вільним стилем
| Дисципліни          | Золото | Срібло | Бронза |
| ------------------- | --- | --- | --- |
| Стокгольм 1912      | Велика Британія (GBR) Белл Мур Дженні Флетчер Енні Спірз Ірен Стір                                                  | Німеччина (GER) Валлі Дрессель Луїзе Отто Герміне Штіндт Ґрете Розенберґ                                   | Австрія (AUT) Марґарете Адлер Клара Мільх Йозефіне Штікер Берта Цагоурек                                            |
| Антверпен 1920      | США (USA) Марґарет Вудбрідж Френсіс Шрот Ірен Ґест Етелда Блейбтрей                                                 | Велика Британія (GBR) Гілда Джеймс Констанс Джинс Шарлотт Редкліфф Ґрейс Маккензі                          | Швеція (SWE) Айна Берґ Емілі Махнов Карін Нільссон Яне Юллінґ                                                       |
| Париж 1924          | США (USA) Юфрейжа Доннеллі Ґертруда Едерле Етел Лекі Меріечен Веселау                                               | Велика Британія (GBR) Флоренс Баркер Констанс Джинс Ґрейс Маккензі Іріс Таннер                             | Швеція (SWE) Айна Берґ Ґурлі Еверлунд Віван Петтерссон Єрдіс Тепель                                                 |
| Амстердам 1928      | США (USA) Аделаїд Ламберт Альбіна Осипович Еленор Севілл Марта Нореліус                                             | Велика Британія (GBR) Джойсі Купер Іріс Таннер Сіссі Стюарт Еллен Кінґ                                     | ПАР (RSA) Рода Ренні Фредді ван дер Гус Мері Бедфорд Кетлін Рассел                                                  |
| Лос-Анджелес 1932   | США (USA) Гелен Джонс Еленор Севілл Джосефін Маккім Гелен Медісон                                                   | Нідерланди (NED) Віллі ден Ауден Пук Оверслот Коррі Ладде Марія Вірдаґ                                     | Велика Британія (GBR) Джойсі Купер Валері Девіс Една Г'юз Гелен Варко                                               |
| 1936 Berlin         | Нідерланди (NED) Йопі Селбах Тіні Ваґнер Віллі ден Ауден Рі Мастенбрук                                              | Німеччина (GER) Рут Гальвсґут Лені Ломар Інґеборґ Шміц Ґізела Арендт                                       | США (USA) Кетрін Роулз Берніс Лепп Мевіс Фрімен Олів Маккін                                                         |
| Лондон 1948         | США (USA) Марі Коррідон Телма Калама Бренда Гелсер Енн Кертіс                                                       | Данія (DEN) Eva Riise Карен Гаруп Ґрета Андерсен Фріце Карстенсен                                          | Нідерланди (NED) Ірма Гейтінґ-Схумахер Марґот Марсман Марі-Луїзе Лінссен-Вассен Ганні Термелен                      |
| Гельсінкі 1952      | Угорщина (HUN) Ілона Новак Юдіт Темеш Ева Новак Каталін Секе                                                        | Нідерланди (NED) Марі-Луїзе Лінссен-Вассен Косьє ван Ворн Ганні Термелен Ірма Гейтінґ-Схумахер             | США (USA) Джекі Лавін Мерілі Степан Джоді Олдерсон Івлін Кавамото                                                   |
| Мельбурн 1956       | Австралія (AUS) Дон Фрейзер Фейт Ліч Сандра Морґан Лоррейн Крепп                                                    | США (USA) Сильвія Рууска Шеллі Манн Ненсі Сімонс Джоан Розацца                                             | ПАР (RSA) Наталі Мібург Сьюзен Робертс Мойра Абернеті Жанетт Мібург                                                 |
| Рим 1960            | США (USA) Джоан Спіллейн Ширлі Стобс Керолін Вуд Кріс фон Зальца                                                    | Австралія (AUS) Дон Фрейзер Ilsa Konrads Лоррейн Крепп Алва Колгун                                         | Об'єднана німецька команда (EUA) Хрістель Штеффін Гайді Пехштайн Ґізела Вайс Урзель Бруннер                         |
| Токіо 1964          | США (USA) Шерон Стаудер Донна де Варона Лілліан Вотсон Кеті Елліс                                                   | Австралія (AUS) Робін Торн Дженіс Мерфі Лінетт Белл Дон Фрейзер                                            | Нідерланди (NED) Пауліне ван дер Вілдт Тос Бемер Вінні ван Верденбурґ Еріка Терпстра                                |
| Мехіко 1968         | США (USA) Джейн Баркмен Лінда Ґуставсон Сьюзен Педерсен Джан Генне                                                  | НДР (GDR) Ґабріеле Вецко Росвіта Краузе Ута Шмук Мартіна Ґрюнерт                                           | Канада (CAN) Анджела Кафлен Мерілін Корсон Елен Таннер Меріон Лей                                                   |
| Мюнхен 1972         | США (USA) Ширлі Бабашофф Джейн Баркмен Дженні Кемп Сенді Нілсон                                                     | НДР (GDR) Андреа Айфе Корнелія Ендер Ельке Земіш Ґабріеле Вецко                                            | ФРН (FRG) Ґудрун Бекманн Гайдемарі Райнек Анґела Штайнбах Ютта Вебер                                                |
| Монреаль 1976       | США (USA) Кім Пейтон Джилл Стеркел Ширлі Бабашофф Венді Боґліолі                                                    | НДР (GDR) Петра Прімер Корнелія Ендер Клаудія Гемпель Андрея Поллак                                        | Канада (CAN) Бекі Сміт Ґейл Амандруд Барбара Кларк Анн Жарден                                                       |
| Москва 1980         | НДР (GDR) Барбара Краузе Карен Мещук Інес Дірс Заріна Гюльзенбек                                                    | Швеція (SWE) Каріна Люнґдаль Тіна Ґустафссон Аґнета Мортенссон Агнета Ерікссон                             | Нідерланди (NED) Конні ван Бентум Вільма ван Вельсен Реггі де Йонг Аннеліс Маас                                     |
| Лос-Анджелес 1984   | США (USA) Дженна Джонсон Керрі Штайнзайфер Дара Торрес Ненсі Гоґсгед-Макар                                          | Нідерланди (NED) Аннемарі Верстаппен Десі Реєрс Еллес Воскес Конні ван Бентум                              | ФРН (FRG) Іріс Цшерпе Зузанне Шустер Хрістіане Пільке Карін Зайк                                                    |
| Сеул 1988           | НДР (GDR) Крістін Отто Катрін Майснер Даніела Гунґер Мануела Штельмах                                               | Нідерланди (NED) Маріанне Мейс Мілдред Мейс Конні ван Бентум Карін Брінессе                                | США (USA) Мері Вейт Мітзі Кремер Лора Вокер Дара Торрес                                                             |
| Барселона 1992      | США (USA) Нікол Гейслетт Анджел Мартіно Дженні Томпсон Дара Торрес Ешлі Теппін Кріссі Аменн-Лейтон                  | Китай (CHN) Ле Цзін'ї Люй Бінь Чжуан Юн Ян Веньї Zhao Kun                                                  | Німеччина (GER) Францишка ван Альмсік Даніела Гунґер Зімоне Озіґус Мануела Штельмах Керстін Кільґас Аннетте Гаддінґ |
| Атланта 1996        | США (USA) Анджел Мартіно Емі Ван Дікен Кетрін Фокс Дженні Томпсон Ліза Джейкоб Мелані Валеріо                       | Китай (CHN) Ле Цзін'ї Чао На Нянь Юнь Шань Їн                                                              | Німеччина (GER) Зандра Фелкер Зімоне Озіґус Антьє Бушшульте Францишка ван Альмсік Майке Фрайтаґ                     |
| Сідней 2000         | США (USA) Емі Ван Дікен Кортні Шилі Дженні Томпсон Дара Торрес Ерін Фенікс Ешлі Теппін                              | Нідерланди (NED) Манон ван Роєн Вілма ван Гофвеґен Інге де Бройн Тамар Геннекен Шанталь Ґрот               | Швеція (SWE) Юганна Шеберг Тереза Альсгаммар Луїза Єнке Анна-Карін Каммерлінг Юзефіна Ліллгаге Малін Сванстрем      |
| Афіни 2004          | Австралія (AUS) Еліс Міллс Ліббі Тріккетт Петрія Томас Джоді Генрі Сара Раян                                        | США (USA) Кара Лінн Джойс Наталі Коглін Аманда Вейр Дженні Томпсон Коллін Лейнн Маріца Коррея Ліндсі Бенко | Нідерланди (NED) Шанталь Ґрот Інґе Деккер Марлен Велдгойс Інге де Бройн Аннабел Костен                              |
| Пекін 2008          | Нідерланди (NED) Інґе Деккер Раномі Кромовідьойо Фемке Гемскерк Марлен Велдгойс Гінкелін Схредер Манон ван Роєн     | США (USA) Наталі Коглін Дара Торрес Кара Лінн Джойс Лейсі Наймаєр Емілі Сілвер Джулія Сміт                 | Австралія (AUS) Кейт Кемпбелл Еліс Міллс Мелані Скленджер Ліббі Тріккетт Шейн Різ                                   |
| 2012 Лондон         | Австралія (AUS) Алісія Кауттс Кейт Кемпбелл Бріттані Елмслі Мелані Скленджер Емілі Сібом Йолан Кукла Ліббі Тріккетт | Нідерланди (NED) Інґе Деккер Марлен Велдгойс Фемке Гемскерк Раномі Кромовідьойо Гінкелін Схредер           | США (USA) Міссі Франклін Джессіка Гарді Лія Ніл Еллісон Шмітт Аманда Вейр Наталі Коглін                             |
| Ріо-де-Жанейро 2016 | Австралія (AUS) Емма Маккеон Бріттані Елмслі Бронте Кемпбелл Кейт Кемпбелл Медісон Вілсон                           | США (USA) Сімоне Мануель Еббі Вейтцейл Дана Воллмер Кейті Ледекі Аманда Вейр Лія Ніл Еллісон Шмітт         | Канада (CAN) Сандрін Менвіль Шанталь ван Ландегем Тейлор Рак Пенні Олексяк Мішель Вільямс                           |
| Токіо 2020          | Австралія (AUS) Бронте Кемпбелл Меґ Гарріс Емма Маккеон Кейт Кемпбелл Моллі О'Каллаган Медісон Вілсон               | Канада (CAN) Кайла Санчес Меґґі Мак-Ніл Ребекка Сміт Пенні Олексяк Тейлор Рак                              | США (USA) Еріка Браун Еббі Вейтцейл Наталі Гіндс Сімоне Мануель Олівія Смоліга Кеті Делуф Еллісон Шмітт             |

Нотатка: починаючи з 1992 року плавчині, що змагаються тільки в попередніх запливах, теж одержують медалі.

### Естафета 4×200 метрів вільним стилем
| Дисципліни          | Золото | Срібло | Бронза |
| ------------------- | --- | --- | --- |
| Атланта 1996        | США (USA) Тріна Джексон Крістіна Тойшер Шейла Таорміна Дженні Томпсон Ліза Джейкоб Аннетт Салмін Ешлі Вітні                              | Німеччина (GER) Францишка ван Альмсік Керстін Кільґас Анке Шольц Даґмар Газе Майке Фрайтаґ Зімоне Озіґус                           | Австралія (AUS) Джулія Ґревілл Нікол Стівенсон Емма Джонсон Сьюзі О'Нілл Ліз Мекі                                         |
| Сідней 2000         | США (USA) Даяна Мунц Дженні Томпсон Саманта Арсено Ліндсі Бенко Джулія Стоверс Kim Black                                                 | Австралія (AUS) Джиан Руні Петрія Томас Кірстен Томсон Сьюзі О'Нілл Ясінта ван Лінт Елка Ґрем                                      | Німеччина (GER) Францишка ван Альмсік Антьє Бушшульте Зара Гарстік Керстін Кільґас Майке Фрайтаґ Брітта Штеффен           |
| Афіни 2004          | США (USA) Наталі Коглін Карлі Пайпер Дана Воллмер Кейтлін Сандено Ліндсі Бенко Рі Джеффрі Рейчел Комісарз                                | Китай (CHN) Чжу Інвень Сюй Яньвей Ян Юй Пан Цзяїн Лі Цзі                                                                           | Німеччина (GER) Францишка ван Альмсік Петра Даллманн Антьє Бушшульте Ганна Штокбауер Яніна Ґец Зара Гарстік               |
| Пекін 2008          | Австралія (AUS) Стефані Райс Бронті Берретт Кайлі Палмер Лінда Маккензі Фелісіті Гелвес Енджі Бейнбрідж Мелані Скленджер Лара Дейвенпорт | Китай (CHN) Ян Юй Чжу Цяньвей Тань Мяо Пан Цзяїн Тан Цзінчжи                                                                       | США (USA) Еллісон Шмітт Наталі Коглін Керолайн Беркл Кейті Гофф Крістін Маршалл Кім Ванденберґ Джулія Сміт                |
| 2012 Лондон         | США (USA) Міссі Франклін Дана Воллмер Шеннон Вріленд Еллісон Шмітт Лорен Пердю Алісса Андерсон                                           | Австралія (AUS) Бронті Берретт Мелані Скленджер Кайлі Палмер Алісія Кауттс Бріттані Елмслі Енджі Бейнбрідж Джейд Нілсен Блер Еванс | Франція (FRA) Камій Мюффа Шарлотт Бонне Офелі-Сірієлль Етьєн Коралі Балмі Марго Фаррелл Мілен Лазар                       |
| Ріо-де-Жанейро 2016 | США (USA) Еллісон Шмітт Леа Сміт Майя Дірадо Кейті Ледекі Міссі Франклін Мелані Маргаліс Сьєрра Рунге                                    | Австралія (AUS) Ліа Ніл Емма Маккеон Бронті Берретт Темзін Кук Джессіка Ешвуд                                                      | Канада (CAN) Кетрін Савард Тейлор Рак Бріттані Маклін Пенні Олексяк Емілі Оверголт Кеннеді Госс                           |
| Токіо 2020          | Китай (CHN) Ян Цзюньсюань Тан Мухань Чжан Юйфей Лі Бінцзє Чжан Їфань Дун Цзє                                                             | США (USA) Еллісон Шмітт Пейдж Мадден Кейті Маклафлін Кейті Ледекі Белла Сімс Брук Форд                                             | Австралія (AUS) Аріарн Тітмус Емма Маккеон Медісон Вілсон Ліа Ніл Моллі О'Каллаган Меґ Гарріс Бріанна Тросселл Темзін Кук |

Нотатка: починаючи з 1992 року плавчині, що змагаються тільки в попередніх запливах, теж одержують медалі.

### Естафета 4×100 метрів комплексом
| Дисципліни          | Золото | Срібло | Бронза |
| ------------------- | --- | --- | --- |
| Рим 1960            | США (USA) Лінн Берк Патті Кемпнер Керолін Шулер Кріс фон Зальца                                                                | Австралія (AUS) Мерілін Вілсон Роузмері Лессіґ Джен Ендрю Дон Фрейзер                                                          | Об'єднана німецька команда (EUA) Інґрід Шмідт Урсула Кюпер Бербель Фурманн Урзель Бруннер                   |
| Токіо 1964          | США (USA) Кеті Ферґюсон Синтія Ґоєтт Шерон Стаудер Кеті Елліс                                                                  | Нідерланди (NED) Коррі Вінкел Клені Бімолт Ада Кок Еріка Терпстра                                                              | СРСР (URS) Тетяна Савельєва Світлана Бабаніна Тетяна Дев'ятова Наталія Устинова                             |
| Мехіко 1968         | США (USA) Кей Голл Кеті Болл Еллі Денієл Сьюзен Педерсен                                                                       | Австралія (AUS) Лінн Вотсон Джуді Плейфер Лін Макклементс Дженет Стейнбек                                                      | ФРН (FRG) Анґеліка Краус Ута Фромматер Гайке Густеде Гайдемарі Райнек                                       |
| Мюнхен 1972         | США (USA) Мелісса Белоут Кеті Карр Діна Дірдурфф Сенді Нілсон                                                                  | НДР (GDR) Хрістіне Гербст Ренате Фоґель Росвіта Баєр Корнелія Ендер                                                            | ФРН (FRG) Ґудрун Бекманн Френі Еберле Зільке Пілен Гайдемарі Райнек                                         |
| Монреаль 1976       | НДР (GDR) Ульріке Ріхтер Ганнелоре Анке Корнелія Ендер Андрея Поллак                                                           | США (USA) Камілл Райт Ширлі Бабашофф Лінда Джезек Лорі Сірінґ                                                                  | Канада (CAN) Сьюзен Слоун Робін Корсіґлія Венді Гоґґ Анн Жарден                                             |
| Москва 1980         | НДР (GDR) Ріка Райніш Уте Ґевеніґер Андрея Поллак Карен Мещук                                                                  | Велика Британія (GBR) Гелен Джеймсон Маргарет Келлі Енн Осджербі Джун Крофт                                                    | СРСР (URS) Олена Круглова Ельвіра Василькова Алла Грищенкова Наталія Струннікова                            |
| Лос-Анджелес 1984   | США (USA) Теріса Ендрюс Трейсі Колкінс Мері Т. Мігер Ненсі Гоґсгед                                                             | ФРН (FRG) Свеня Шліхт Уте Гасе Іна Баєрманн Карін Зайк                                                                         | Канада (CAN) Ріма Абдо Енн Оттенбрайт Мішель Макферсон Памела Рай                                           |
| Сеул 1988           | НДР (GDR) Крістін Отто Зільке Гернер Бірте Вайґанґ Катрін Майснер                                                              | США (USA) Бет Барр Трейсі Макфарлен Джанел Джоргенсен Мері Вейт                                                                | Канада (CAN) Лорі Мел'єн Еллісон Гіґсон Джейн Керр Ендрія Нуджент                                           |
| Барселона 1992      | США (USA) Кріссі Аменн-Лейтон Лія Лавлесс Аніта Нолл Дженні Томпсон Джейні Ваґстафф Меґан Клайне Саммер Сендерс Нікол Гейслетт | Німеччина (GER) Францишка ван Альмсік Яна Дерріс Даґмар Газе Даніела Гунґер Даніела Брендель Беттіна Устровскі Зімоне Озіґус   | Об'єднана команда (EUN) Ніна Живаневська Ольга Кириченко Наталія Мещерякова Олена Рудковська Yelena Shubina |
| Атланта 1996        | США (USA) Бет Ботсфорд Аманда Бірд Анджел Мартіно Емі Ван Дікен Кетрін Фокс Вітні Геджпет Крістін Куанс Дженні Томпсон         | Австралія (AUS) Нікол Стівенсон Саманта Райлі Сьюзі О'Нілл Сара Раян Гелен Денмен Енджела Кеннеді                              | Китай (CHN) Чень Янь Хань Сюе Цай Хуейцзюе Шань Їн                                                          |
| Сідней 2000         | США (USA) Дара Торрес Барбара Бедфорд Меґан Кванн Дженні Томпсон Кортні Шилі Ешлі Теппін Емі Ван Дікен Стейсіана Стіттс        | Австралія (AUS) Петрія Томас Лісель Джонс Сьюзі О'Нілл Даяна Келуб Джиан Руні Тарні Вайт Сара Раян                             | Японія (JPN) Танака Масамі Мінамото Суміка Маі Накамура Дзюнко Онісі                                        |
| Афіни 2004          | Австралія (AUS) Джиан Руні Лісель Джонс Петрія Томас Джоді Генрі Брук Генсон Джесс Скіппер Еліс Міллс                          | США (USA) Наталі Коглін Аманда Бірд Дженні Томпсон Кара Лінн Джойс Гейлі Коуп Тара Кірк Рейчел Комісарз Аманда Вейр            | Німеччина (GER) Антьє Бушшульте Сара Певе Францишка ван Альмсік Даніела Ґец                                 |
| Пекін 2008          | Австралія (AUS) Емілі Сібом Лісель Джонс Джесс Скіппер Ліббі Тріккетт Тарні Вайт Фелісіті Гелвес Шейн Різ                      | США (USA) Наталі Коглін Ребекка Соні Крістін Меґнусон Дара Торрес Маргарет Гользер Меґан Джендрік Ілейн Бріден Кара Лінн Джойс | Китай (CHN) Чжао Цзін Сунь Є Чжоу Яфей Пан Цзяїн Сюй Тяньлунцзи                                             |
| 2012 Лондон         | США (USA) Міссі Франклін Ребекка Соні Дана Воллмер Еллісон Шмітт Рейчел Бутсма Бріджа Ларсон Клер Донаг'ю Джессіка Гарді       | Австралія (AUS) Емілі Сібом Лісель Джонс Алісія Кауттс Мелані Скленджер Бріттані Елмслі                                        | Японія (JPN) Теракава Ая Судзукі Сатомі Като Юка Уеда Харука                                                |
| Ріо-де-Жанейро 2016 | США (USA) Кетлін Бейкер Ліллі Кінг Дана Воллмер Сімоне Мануель Олівія Смоліга Кеті Мейлі Келсі Воррелл Еббі Вейтцейл           | Австралія (AUS) Емілі Сібом Тейлор Маккіоун Емма Маккеон Кейт Кемпбелл Медісон Вілсон Меделін Гровз Бріттані Елмслі            | Данія (DEN) Міе Нільсен Рікке Меллер Педерсен Джанетт Оттесен Пернілле Блуме                                |
| Токіо 2020          | Австралія (AUS) Кейлі Маккіон Челсі Годжес Емма Маккеон Кейт Кемпбелл Емілі Сібом Бріанна Тросселл Моллі О'Каллаган            | США (USA) Реган Сміт Лідія Джейкобі Торрі Гаск Еббі Вейтцейл Раян Вайт Ліллі Кінг Клер Курзан Еріка Браун                      | Канада (CAN) Кайлі Масс Сідні Пікрем Меґґі Мак-Ніл Пенні Олексяк Тейлор Рак Кайла Санчес                    |

Нотатка: починаючи з 1992 року плавці, що змагаються тільки в попередніх запливах, теж одержують медалі.

## Змішані дисципліни

### Естафета 4×100 метрів комплексом
| Дисципліни | Золото                                                                             | Срібло                                                   | Бронза |
| ---------- | ---------------------------------------------------------------------------------- | -------------------------------------------------------- | --- |
| Токіо 2020 | Велика Британія (GBR) Кетлін Доусон Адам Піті Джеймс Ґай Анна Гопкін Фрея Андерсон | Китай (CHN) Сюй Цзяюй Ян Цзібей Чжан Юйфей Ян Цзюньсюань | Австралія (AUS) Кейлі Маккіон Зак Стабблеті-Кук Метью Темпл Емма Маккеон Бронте Кемпбелл Айзек Купер Бріанна Тросселл |

## На відкритій воді

### Марафон, 10 км
| Дисципліни          | Золото                    | Срібло                    | Бронза                       |
| ------------------- | ------------------------- | ------------------------- | ---------------------------- |
| Пекін 2008          | Лариса Ільченко (RUS)     | Кері-Енн Пейн (GBR)       | Кессі Петтен (GBR)           |
| 2012 Лондон         | Ева Рістов (HUN)          | Гейлі Андерсон (USA)      | Мартіна Грімальді (ITA)      |
| Ріо-де-Жанейро 2016 | Шарон ван Раувендал (NED) | Ракеле Бруні (ITA)        | Поліана Окімото Цінтра (BRA) |
| Токіо 2020          | Ана Марсела Куня (BRA)    | Шарон ван Раувендал (NED) | Каріна Лі (AUS)              |

## Колишні дисципліни

### 300 метрів вільним стилем
| Дисципліни     | Золото                 | Срібло                  | Бронза             |
| -------------- | ---------------------- | ----------------------- | ------------------ |
| Антверпен 1920 | Етелда Блейбтрей (USA) | Марґарет Вудбрідж (USA) | Френсіс Шрот (USA) |

## Підсумкова таблиця серед жінок за 1912–2020 роки
| Місце                | Країна                  | Золото | Срібло | Бронза | Загалом |
| -------------------- | ----------------------- | ------ | ------ | ------ | ------- |
| 1                    | США (USA)               | 107    | 79     | 71     | 257     |
| 2                    | Німеччина (GER)         | 37     | 38     | 45     | 120     |
| 3                    | Австралія (AUS)         | 35     | 31     | 30     | 96      |
| 4                    | Нідерланди (NED)        | 17     | 17     | 15     | 49      |
| 5                    | Угорщина (HUN)          | 13     | 8      | 6      | 27      |
| 6                    | Китай (CHN)             | 12     | 16     | 10     | 38      |
| 7                    | Японія (JPN)            | 7      | 4      | 11     | 22      |
| 8                    | Велика Британія (GBR)   | 6      | 13     | 16     | 35      |
| 9                    | ПАР (RSA)               | 4      | 1      | 5      | 10      |
| 10                   | Україна (UKR)           | 4      | 1      | 0      | 5       |
| 11                   | Канада (CAN)            | 3      | 10     | 16     | 29      |
| 12                   | СРСР (URS)              | 3      | 7      | 8      | 18      |
| 13                   | Данія (DEN)             | 3      | 3      | 6      | 12      |
| 14                   | Румунія (ROU)           | 3      | 2      | 3      | 8       |
| 15                   | Ірландія (IRL)          | 3      | 0      | 1      | 4       |
| 16                   | Франція (FRA)           | 2      | 5      | 6      | 13      |
| 17                   | Зімбабве (ZIM)          | 2      | 4      | 1      | 7       |
| 18                   | Швеція (SWE)            | 1      | 6      | 4      | 11      |
| 19                   | Італія (ITA)            | 1      | 4      | 4      | 9       |
| 20                   | Росія (RUS)             | 1      | 4      | 1      | 6       |
| 21                   | Іспанія (ESP)           | 1      | 2      | 2      | 5       |
| 22                   | Польща (POL)            | 1      | 2      | 1      | 4       |
| 23                   | Коста-Рика (CRC)        | 1      | 1      | 2      | 4       |
| 24                   | Болгарія (BUL)          | 1      | 1      | 1      | 3       |
| 25                   | Австралазія (ANZ)       | 1      | 1      | 0      | 2       |
| 25                   | Югославія (YUG)         | 1      | 1      | 0      | 2       |
| 27                   | Бразилія (BRA)          | 1      | 0      | 1      | 2       |
| 27                   | Об'єднана команда (EUN) | 1      | 0      | 1      | 2       |
| 29                   | Литва (LTU)             | 1      | 0      | 0      | 1       |
| 30                   | Білорусь (BLR)          | 0      | 2      | 1      | 3       |
| 31                   | Гонконг (HKG)           | 0      | 2      | 0      | 2       |
| 31                   | Словаччина (SVK)        | 0      | 2      | 0      | 2       |
| 33                   | Аргентина (ARG)         | 0      | 1      | 1      | 2       |
| 34                   | Словенія (SLO)          | 0      | 1      | 0      | 1       |
| 35                   | Австрія (AUT)           | 0      | 0      | 2      | 2       |
| 36                   | Бельгія (BEL)           | 0      | 0      | 1      | 1       |
| 36                   | Мексика (MEX)           | 0      | 0      | 1      | 1       |
| 36                   | Нова Зеландія (NZL)     | 0      | 0      | 1      | 1       |
| 36                   | Норвегія (NOR)          | 0      | 0      | 1      | 1       |
| Загалом (39 збірних) | Загалом (39 збірних)    | 273    | 269    | 275    | 817     |